# Brewster McCloud
Pour plus de détails, voir Fiche technique et Distribution.
Brewster McCloud est un film américain réalisé par Robert Altman et sorti en 1970.

## Synopsis
Brewster McCloud est un jeune homme idéaliste qui craint pour sa survie sur Terre et habite dans un abri antiatomique à Houston. Comme Icare, il rêve de quitter les vicissitudes de notre bas monde et ceux qui ne partagent pas ses idéaux. Il fabrique une machine volante mue mécaniquement par des ailes pareilles à celles des oiseaux et il est assisté et protégé par Louise, sorte d'archange de la gent ailée (sur son dos dénudé, on découvre l'emplacement pour une paire d'ailes), qui élimine ceux qui se mettent en travers du chemin de Brewster.
La police en vient à soupçonner Brewster d'être l'assassin. Entre-temps, il rencontre Suzanne et découvre l'amour. Si celle-ci croit en ses rêves, elle croit aussi qu'il est le fou meurtrier et le dénonce à la police. Brewster a cependant achevé sa machine et veut la tester dans l’espace aérien protégé du grand stade et, pour cela, il va devoir s’y introduire avec la police à ses trousses tandis que Louise l'abandonne, déçue par l'amour terrestre auquel Brewster a succombé.

## Fiche technique
- Titre original et français : Brewster McCloud[Note 1]
- Titre de travail : Brewster McCloud (Sexy) Flying Machine
- Réalisation : Robert Altman
- Scénario : Doran William Cannon (en)
- Assistant réalisation : Tommy Thompson
- Décors : E. Preston Ames, Georges W. Davis
- Costumes : Jack Sandeen, Jean-Marie Andrzejewski
- Maquillages : Edwin Butterworth
- Coiffures : Dorothy White
- Photographie : Lamar Boren, Jordan Cronenweth
- Seconde équipe photographie : Don McClendon
- Cadrage : Larry Gianneschi, Thomas Del Ruth, Orville Hallberg
- Son : William L. McCaughey, Harry W. Tetrick
- Montage : Lou Lombardo
- Musique : Gene Page
- Machine ailée de Brewster McCloud : conçue par Leon Eriksen
- Producteur : Lou Adler
- Producteurs associés : Robert Eggenweiler, James Margellos
- Sociétés de production : Adler Philips (États-Unis), Lions Gate Films (États-Unis)
- Sociétés de distribution : MGM (international), Théâtre du Temple (France)
- Pays d’origine :  États-Unis
- Langue : anglais
- Format : couleur par Metrocolor — son monophonique — Panavision : 
  - Version 35 mm — 2.35:1
  - Version 70 mm — 2.20:1
- Genre : comédie dramatique
- Durée : 105 minutes
- Dates de sortie :
  - États-Unis : 5 décembre 1970
  - France : 18 août 1971
- (fr) Classifications CNC : tous publics, Art et Essai (visa d'exploitation no 40158)

## Distribution
- Bud Cort : Brewster McCloud
- Sally Kellerman (VF : Béatrice Delfe) : Louise
- Michael Murphy : le lieutenant Frank Shaft
- Shelley Duvall : Suzanne Davis
- René Auberjonois : le conférencier/le récitant
- Stacy Keach : Abraham Wright
- John Schuck : l’officer Johnson
- Margaret Hamilton : Daphne Heap
- Jennifer Salt : Hope
- Corey Fischer : l’officer Hines
- George Wood : le capitaine Crandall
- Bert Remsen : l’officier Douglas Breen
- Angelin Johnson : Madame Breen
- Dean Goss : l’officer Ledbetter

## Production

### Scénario
L'Astrodome de Houston n'a pas été baptisé comme cela par hasard. Inauguré en 1965, il a suivi l'installation en 1962 du Centre spatial Lyndon B. Johnson dévolu à l'entraînement des astronautes et à la gestion des missions habitées après leur lancement, comme celle de contrôler la Station spatiale internationale. Quoi de plus naturel que tout cela ait pu inspirer à un scénariste comme Doran William Cannon, l'histoire d'un jeune homme qui rêve de quitter la Terre en s'envolant dans sa machine ailée ? « En écho au mythe d'Icare, Brewster McCloud est l'un des meilleurs films sur le désir humain séculaire de prendre littéralement son envol ». D'autant plus que, comme l'écrit l'universitaire texan Eric Robinson (éducateur et spécialiste du baseball et du blackball) concernant les dimensions de l'Astrodome « Son toit s'élève jusqu'à une hauteur de 18 étages (61 mètres) plus que suffisante pour qu'un jeune Bud Cort puisse s'envoler dans sa machine volante artisanale. »

### Tournage

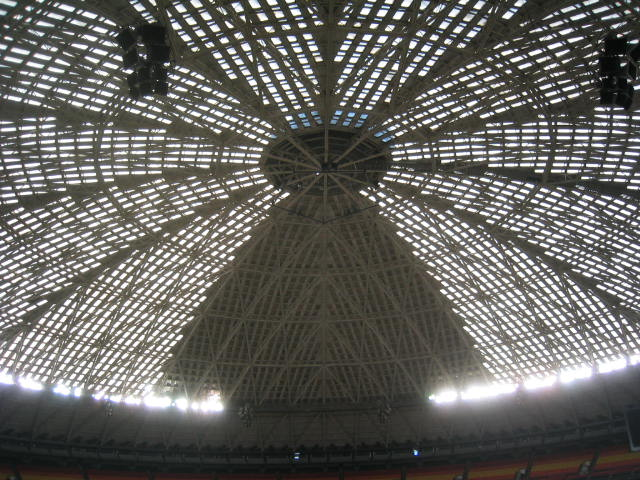
Brewster McCloud prend son envol sous l'immense dôme du stade Astrodome de Houston (Texas).

Toutes ces données proviennent de l'IMDb
- Période de production : 22 mai à août 1970.
- Extérieurs à Houston (Texas) :
  - NRG Astrodome : Brewster McCloud s'y entraîne à voler jusqu'à sa chute finale,
  - le policier Frank Shaft s'installe dans l'Astroworld Hotel pour mener son enquête[Note 3],
  - Abraham Wright, dans son fauteuil roulant, passe devant des boutiques artisanales de Main Street,
  - autres lieux de l'action : Buffalo Bayou Park (en)/Allen Parkway (en).

Balade de Suzanne et Brewster.

Suzanne fait découvrir à Brewster le parc d'attractions Astroworld-Lost World de Houston aujourd'hui fermé depuis longtemps. Le film, avec cette séquence et ses autres lieux de tournage en 1970, s'est nostalgiquement inscrit dans la mémoire collective de la ville : « Un détail intéressant est que le parc d'attractions figure dans le film Brewster McCloud réalisé en 1970 par Robert Altman avec Bud Cort dans le rôle de Brewster McCloud. Ce film culte est enfin disponible en DVD. Si vous êtes fan du Houston des années 1970 [...], allez-y jeter un œil ! Il contient des tonnes d'images anciennes d'Astroworld, de l'Astrodome, du sud de Houston, des bâtiments, des autoroutes, etc. C'était le premier film tourné à l'intérieur de l'Astrodome !,. »

### Chansons
- Générique d'ouverture dans l'Astrodome : hymne national américain The Star-Spangled Banner paroles de Francis Scott Key et musique de John Stafford Smith, interprété par Margaret Hamilton et The Jack Yates High School Band
- The Black National Hymn / Lift Every Voice and Sing, paroles de James Weldon Johnson et musique de J. Rosamond Johnson, interprétée par Merry Clayton
- White Feather Wings, paroles et musique de John Philips, interprétée par Merry Clayton
- Last of the Unnatural Acts, The First and Last Thing You Do, I Promise Not to Tell, composées, écrites et interprétées par John Philips
- Rock-a-Bay-Baby, interprétée par Sally Kellerman
- Brewster, Don't Blow Your Mind, interprétée par Peggy Lipton

## Distinctions
Toutes ces données proviennent de l'IMDb

### Récompenses
- Texas Film Hall of Fame 2020 (en) : prix « Star of Texas » à Robert Altman.

### Nominations
- New York Film Critics Circle 1970 : Robert Altman nommé pour le prix du meilleur réalisateur (partagé avec son autre film MASH).
- Laurel Awars 1971 : Bud Cort nommé « Star masculine de demain » (6e place).

## Accueil
Les Inrockuptibles - « Une rareté mésestimée de Robert Altman » : « Au début des années 70, Robert Altman était déjà un franc-tireur, dégommant à vue les studios qui lui faisaient des ponts d’or après le triomphe de MASH. Entre ce dernier et Nashville (1975), qui le remettra en selle, il tourne une poignée de films à réévaluer. Certains (Le Privé, Nous sommes tous des voleurs) le sont déjà ; Brewster McCloud toujours pas. Chant du mauvais esprit, cette charge contre l’establishment fait un bras d’honneur dès son ouverture en faisant massacrer l’hymne américain par Margaret Hamilton, la « Wicked Witch » du Magicien d'Oz, avant que la fanfare qui l’accompagne ne la vire au profit d’un autre hymne, black. Brewster McCloud, jeune homme particulier, cherche littéralement à s’envoler. Enfermé dans une volière humaine, l’Astrodome de Houston, il sera cloué au sol par les femmes l’entourant. Avant ses fresques au vitriol, Altman joue déjà au démiurge, s’amusant à brûler les ailes de son étrange Icare, joué par l’atypique Bud Cort (Harold et Maude). Qu’il laisse s’écraser comme une merde d’oiseau, objet récurrent d’un film acerbe dont l’aspect métaphorique a certes un peu vieilli. On se demande quand même pourquoi ce film a été aussi peu montré, cet aïeul éloigné du Brazil de Terry Gilliam dans sa lecture du sacrifice inutile de soi restant pourtant l’une des pierres fondatrices du discours teigneux d’Altman, cinéaste fataliste jusqu’à l’os. »

## Vidéographie
Brewster McCloud de Robert  Altman, Warner Home Viedo, coll. « La Collection TCM », 2011, DVD Région 2, audio anglais et français, sous-titres français, Mono, Dolby Digital, 101 min.